# A doua bătălie de la Trenton
A doua bătălie de la Trenton (sau Bătălia de pe Pârâul Assunpink) a fost o victorie a americanilor în fața armatei britanice, venită după lupte duse în orașul Trenton, New Jersey, la 2 ianuarie 1777, în timpul Războiului de Independență al SUA.
General Charles Cornwallis lăsase 1.400 de soldați britanici sub comanda locotenent-colonelului Charles Mawhood în Princeton, New Jersey. După o victorie-surpriză în bătălia de la Trenton în dimineața zilei de 26 decembrie 1776, generalul George Washington din Armata Continentală și consiliul său de război se așteptau la un contraatac britanic puternic. Washington și consiliul au decis să aștepte acest atac în Trenton.
Washington a pregătit poziția defensivă la sud de pârâul Assunpink, imediat la sud de Trenton. Cornwallis a avansat dinspre Princeton către Trenton în ziua de 2 ianuarie, dar armata sa a fost întârziată de pușcașii lui Edward Hand, iar avangarda a ajuns în Trenton abia pe înserat. După trei asalturi împotriva pozițiilor americane, toate respinse, Cornwallis a hotărât să aștepte și să termine bătălia a doua zi. Washington a ieșit cu armata în acea noapte și l-a atacat pe Mawhood la Princeton a doua zi, după care britanicii au evacuat armata din mare parte din New Jersey.

## Context
La 25 decembrie 1776, George Washington, comandantul Armatei Continentale, a traversat cu armata sa râul Delaware, și a atacat garnizoana hessiană de la Trenton. Garnizoana a fost încercuită și învinsă rapid. Washington a trecut din nou râul și s-a întors la tabăra sa din Pennsylvania. În ziua de 30 decembrie, Washington s-a deplasat la Trenton și și-a cantonat oamenii pe malul sudic al pârâului Assunpink.

## Preludiul

### Apelul lui Washington
La Trenton, Washington s-a confruntat cu o dilemă. Marea majoritate din oamenii săi erau încorporați doar până la 31 decembrie, iar el știa că armata avea să se destrame dacă nu-i convinge să rămână. Astfel, în ziua de 30, Washington le-a cerut oamenilor să rămână încă o lună, promițându-le zece dolari în plus. A cerut oricui dorește să se ofere voluntar să înalțe flinta, dar nimeni nu s-a oferit. Washington și-a adus apoi calul în fruntea armatei, spunând: „Bravii mei tovarăși, ați făcut tot ce v-am cerut și mai mult decât ar fi fost de așteptat; dar este la mijloc țara voastră, nevestele voastre, casele voastre și tot ce vă este vouă mai drag. V-au ostenit greutățile și truda, dar noi nu știm cum să vă cruțăm. Dacă veți consimți să mai rămâneți o lună, veți aduce cauzei libertății și țării voastre un serviciu pe care probabil nu-l veți putea aduce în alte vremuri.” La început, nu s-a oferit nimeni voluntar, dar apoi un soldat a făcut un pas înainte și a fost urmat de majoritatea celorlalți, doar câțiva rămânând în rândul inițial.

### Pregătiri
La 1 ianuarie, banii de la Congres au sosit la Trenton și oamenii au fost plătiți. Washington a primit și el o serie de hotărâri ale Congresului, printre care una care îi dădea lui Washington puteri similare celor ale unui dictator militar. Washington a hotărât să rămână și să lupte la Trenton și i-a ordonat generalului John Cadwalader, aflat la Crosswicks cu 1.800 de oameni în miliția sa, să i se alăture. Cu o zi în urmă, la 31 decembrie, Washington aflase că o armată de 8.000 de oameni sub comanda generalului Lord Cornwallis venea să atace Trentonul.
Washington a ordonat oamenilor săi să construiască întărituri de pământ paralele cu malul sudic al pârâului Assunpink. Liniile se întindeau pe trei mile (4,8 km) de-a lungul malului sudic al cursului de apă. Unul dintre sfătuitorii lui Washington, Joseph Reed, a arătat, însă, că în amonte există niște vaduri pe unde britanicii ar putea traversa apa, și că pe acolo ei s-ar afla într-o poziție ce ar pune în pericol flancul drept al lui Washington. Washington nu s-ar fi putut retrage peste râul Delaware întrucât toate bărcile sale se aflau la câțiva kilometri în amonte. Washington le-a spus ofițerilor că vrea să deplaseze armata și că poziția lor actuală este doar temporară.

### Mișcările de trupe ale britanicilor
Cornwallis, care plănuia să se întoarcă în Marea Britanie, și-a anulat plecarea. el s-a deplasat călare la Princeton pentru a-l prinde din urmă pe generalul James Grant, care deplasase 1.000 soldați pentru a întări Princetonul. Cornwallis a fost convins, însă, de Grant și de Carl von Donop să atace Trentonul cu toate forțele lor.
Până la 1 ianuarie 1777, Cornwallis și armata sa ajunseseră la Princeton. La 2 ianuarie, Cornwallis și-a lăsat o parte din armată sub comanda lui Charles Mawhood, și, cu 5.500 de oameni, a plecat pe drumul spre Trenton, la 18 km depărtare. Armata lui Cornwallis avea 28 de tunuri și a mărșăluit în trei coloane. Când Cornwallis a ajuns la Maidenhead, el l-a detașat pe colonelul Alexander Leslie cu 1.500 de oameni și i-a ordonat să rămână acolo până a doua zi dimineața.

## Bătălia propriu-zisă

### Amânarea acțiunilor
În fruntea armatei sale, Cornwallis a pus o linie de trăgători formată din jägeri hessieni și din infanteriști ușori britanici. Cu două zile în urmă, Washington pusese trupele comandate de Matthias Alexis de Roche Fermoy să amplaseze o linie defensivă exterioară la jumătatea distanței între Trenton și Princeton, cu scopul de a întârzia avansul britanicilor. Când aceștia s-au apropiat, Fermoy s-a întors beat la Trenton. Colonelul Edward Hand a preluat comanda.
Când britanicii s-au apropiat, pușcașii americani au deschis focul. Aceștia s-au adăpostit în pădure, în viroage și după curbele drumului, și de fiecare dată când britanicii formau o linie de bătălie, pușcașii se retrăgeau și trăgeau din adăposturi. După ce Hand a trebuit să abandoneze pozițiile americane de pe Five Mile Run, s-a retras pe o altă poziție într-o pădure deasă de pe malul sudic al pârâului Shabbakonk. Hand și-a desfășurat oamenii în copaci, unde britanicii nu i-au văzut în timp ce treceau podul peste pârâu. Pușcașii au tras în ei de la mică distanță. Tirul intens i-a făcut pe britanici să creadă că sunt în fața întregii armate americane și au format linii de bătălie, aducând tunul. Britanicii i-au căutat pe americani prin pădure o jumătate de oră, dar Hand deja se retrăsese pe o nouă poziție.
Până la trei după-amiaza, britanicii ajunseseră într-o viroagă denumită Valea Stockton (în engleză Stockton Hollow), la 800 m de Trenton unde americanii se grupau într-o nouă linie de apărare. Washington încerca să-i rețină pe britanici până la căderea nopții, când întunericul i-ar fi împiedicat pe aceștia să-i atace întăririle de pe malul sudic al pârâului Assunpink. Britanicii, cu artileria pe poziție, au atacat noile poziții ale lui Hand, iar acesta a cedat, retrăgându-se încet în Trenton. Pe drum, Hand a pus soldații să tragă de după case. Când soldații lui Hand au ajuns la pârâu, hessienii i-au atacat la baionetă, cauzând dezordine în rândurile americanilor. Washington, văzând aceasta, a ieșit călare prin mulțimea ce traversa podul și a strigat ariergardei lui Hand să se retragă și să se regrupeze sub acoperirea artileriei americane.

### Asaltul britanic
În timp ce britanicii se pregăteau să atace întăririle americane, au avut loc schimburi de focuri de muschetă și de salve de tun între cele două părți. Britanicii au traversat podul, avansând în coloane solide, iar americanii au tras cu toții la unison. Britanicii s-au retras dar numai pentru scurt timp. Ei au atacat apoi din nou podul, dar au fost respinși de tirul de artilerie. A urmat un ultim asalt, dar americanii au tras de această dată cu mitraliile, făcând ravagii în liniile britanice. Un soldat spunea: „podul părea roșu ca sângele din cauza morților și răniților și uniformelor lor roșii.”

## Retragerea americanilor

### Decizia lui Cornwallis
Când a ajuns la Trenton cu grosul armatei, Cornwallis a convocat un consiliu de război pentru a decide dacă să continue sau nu atacurile. Șeful intendenței, William Erskine, l-a sfătuit pe Cornwallis să atace imediat, spunând: „dacă Washington este tipul de general care cred eu că este, armata sa nu se va mai găsi acolo dimineața.” Dar James Grant nu a fost de acord, opinând că americanii nu au cum să se retragă și că soldații britanici sunt obosiți și ar fi mai bine să atace dimineața după ce se odihnesc. Cornwallis nu voia să aștepte până dimineața, dar a decis că este mai bine decât să-și trimită soldații să atace pe întuneric. Cornwallis a spus: „Avem vulpea bătrână asigurată la locul ei acum. De dimineață ne ducem și-o băgăm în sac.” Cornwallis și-a mutat apoi armata pe un deal de la nord de Trenton pentru noapte.

### Decizia lui Washington
În timpul nopții, artileria americană, sub comanda lui Henry Knox, a tras din când în când câte o salvă în Trenton pentru a-i ține pe britanici atenți. Ca și Cornwallis, Washington a convocat și el un consiliu de război. Washington știa că există un drum care duce la Princeton, iar consiliul său de război a căzut de acord să facă un atac asupra garnizoanei britanice din Princeton. Până la orele 2, armata era în drum spre Princeton. Washington a lăsat în urmă 500 de oameni și două tunuri pentru a întreține focurile și pentru a face zgomote cu târnăcoapele și lopețile ca să-i facă pe britanici să creadă că își construiesc întărituri. Dimineața, nici aceștia nu mai erau acolo, iar când britanicii au venit să atace, toți soldații americani erau plecați.

## Victime
Howard Peckham consemnează luptele din 2 ianuarie ca două evenimente separate, ambele categorisindu-le drept „încăierări”. În prima, cea de la Five Mile Run, el nu înregistrează nicio victimă americană. În a doua, din Valea Stockton, el consemnează 6 americani morți, 10 răniți și 1 dezertor. William S. Stryker, pe de altă parte, estimează pierderile totale ale americanilor din ziua de 2 ianuarie la 1 mort și 6 răniți, în timp ce David Hackett Fischer spune că au fost pierduți 100 de soldați, morți și răniți.
Peckham evaluează pierderile britanicilor de la Five Mile Run la 1 hessian mort și pe cele din Valea Stockton la „cel puțin” 10 morți, 20 răniți și 25 căzuți prizonieri. Edward J. Lowell consemnează pierderile din rândul hessienilor la 2 ianuarie la 4 morți și 11 răniți. David Hackett Fischer estimează că britanicii au pierdut 365 de oameni, răniți și căzuți prizonieri.

## Urmări
În zori, Washington a ajuns la Princeton. După o scurtă bătălie, britanicii de acolo au fost învinși și mare parte din garnizoana comandată de Mawhood a căzut prizonieră. Aflat la a treia înfrângere în decurs de zece zile, superiorul lui Cornwallis, generalul William Howe a ordonat retragerea armatei din sudul coloniei New Jersey până înapoi la New York. După retragere au rămas doar câteva avanposturi la New Brunswick. Washington și-a deplasat armata la Morristown și a cantonat-o pentru iarnă.